# Nationalpark Mananara Nord
Der Nationalpark Mananara Nord (französisch Parc national de Mananara-Nord) liegt an der Ostküste Madagaskars. Er ist etwa 24.000 ha groß, wovon 23.000 ha an Land liegen und 1.000 ha Meeresschutzgebiet sind. Zu letzterem gehören die drei Inseln Nosy Be (oder Nosy Antafana), Nosy Rangontsy und Nosy Hely.

## Geographie
Der Park befindet sich an der Bucht von Antongil in der Region Analanjirofo, rund 100 km südlich von Maroantsetra. Die Hafenstadt Toamasina liegt ca. 210 km südlich des Parks.
In der World Database on Protected Areas wird die Größe des Parks mit 250,06 km² angegeben. Das Management erfolgt durch die National Association for the Management of Protected Areas in Madagascar (ANGAP).

## Fauna
Im Parkgebiet wurden 77 Vogelarten, 14 Lemuren darunter Jonahs Mausmaki, 17 Nagetierarten nachgewiesen, sowie 7 Arten von Süßwasserfischen.